# Denver Dream (singolo)
Denver Dream è un singolo della cantautrice statunitense Donna Summer, pubblicato nel 1974 dall'etichetta discografica Lark Records.

## Descrizione
Rappresenta la prima collaborazione con Giorgio Moroder e Pete Bellotte, formando così un trio che lavorerà insieme fino al 1981 e che produrrà tutte le più grandi hit disco della Summer. All'epoca la cantante viveva a Monaco di Baviera e faceva la corista a gruppi come i Three Dog Night; tramite il suo lavoro entrò in contatto con Moroder, e dopo molto tempo cominciò ad essere scelta come cantante principale. Su questo singolo inoltre viene utilizzato per la prima volta il nome d'arte della Summer, versione anglicizzata del cognome del marito Helmut Sommer, mentre prima veniva accreditata come Donna Gaines. Pubblicato nei Paesi Bassi, in Belgio e in Francia nel 1974, questo singolo non ebbe tuttavia un grande impatto nelle classifiche. Il lato B, Something's in the Wind, sarà rilavorato nel 1977 nella canzone Back in Love Again, che diventerà una hit della top-40 britannica.
Entrambi i lati del singolo sono contenuti nella compilation Giorgio Moroder - Vol. 2 - On the Groove Train 1974-85.

## Tracce
1. Denver Dream – 3:24 (Pete Bellotte)
2. Something's in the Wind – 3:20 (Pete Bellotte - Giorgio Moroder)